# Гейсей
Гейсей (яп. 芸西村 Гэйсэй-мура) — село в Японии, находящееся в уезде Аки префектуры Коти. Площадь села составляет 39,63 км², население — 3933 человека (1 августа 2014), плотность населения — 99,24 чел./км².

## Географическое положение
Село расположено на острове Сикоку в префектуре Коти региона Сикоку. С ним граничат города Аки, Конан.

## Население
Население села составляет 3933 человека (1 августа 2014), а плотность — 99,24 чел./км². Изменение численности населения с 1980 по 2005 годы:
| 1980 | 4653 чел. |  |
| 1985 | 4739 чел. |  |
| 1990 | 4539 чел. |  |
| 1995 | 4383 чел. |  |
| 2000 | 4366 чел. |  |
| 2005 | 4208 чел. |  |

## Символика
Деревом села считается Pinus thunbergii, цветком — рододендрон, птицей — Zosterops japonicus.